# Batalla de los Llanos
En el universo imaginario creado por J. R. R. Tolkien y en la obra Cuentos inconclusos de Númenor y la Tierra Media, se llamó Batalla de los Llanos a la batalla que enfrentó a Gondor por primera vez con los aurigas, una raza de Hombres del Este. Ocurrió en el año 1856 de la Tercera Edad del Sol.

## Historia ficticia
Hacía ya varios años que la poderosa confederación de Hombres del Este, conocidos como los aurigas habían atacado el sur de Rhovanion y habían ocupado prácticamente todo el sur y el este de la Tierras Ásperas. Narmacil II, prevenido del peligro envió un ejército al norte para auxiliar a los Hombres del Norte que vivían en las llanuras del sur del Bosque Negro y al este del Anduin históricamente aliados de los Reyes de Gondor.
Al llegar a la región amenazada reunió a todos los Hombres del Norte sobrevivientes y dispersos y juntos lanzaron un ataque contra los Aurigas.
El ataque fue un completo fracaso, pues las fuerzas de los esterlingas, no solo eran más numerosas sino que estaban muy bien equipadas y su infantería se movía en grandes carros, lo que los hacía muy veloces. 
Narmancil fue muerto en la batalla, el ejército de Gondor diezmado. Pero la derrota pudo ser catastrófica de no ser por los Hombres del Norte que atacaron la retaguardia con gran valentía y porque los aurigas se habían adelantado mucho en el territorio de Gondor y no tenían número suficiente. Por lo tanto en lugar de cruzar el Anduin se contentaron con terminar la conquista del sur y del este de Rhovanion. Además los Hombres del Norte fueron sometidos a la esclavitud.
Esta derrota fue vengada 33 años después, en la Batalla de Dagorlad.